# U-99 (1940)
| U-99                            | U-99 | U-99 |
| ------------------------------- | --- | --- |
|                                 | | |
|                                 | | |
| Однотипний підводний човен U-52 | | |
| Під прапором                    | Третій Рейх | Третій Рейх |
| Спуск на воду                   | 12 березня 1940 року | 12 березня 1940 року |
| Виведений зі складу флоту       | 18 квітня 1940 року | 18 квітня 1940 року |
| Сучасний статус                 | 17 березня 1941 затоплений у Північній Атлантиці південно-східніше берегів Ісландії після отриманих ушкоджень глибинними бомбами британського есмінця «Волкер» | 17 березня 1941 затоплений у Північній Атлантиці південно-східніше берегів Ісландії після отриманих ушкоджень глибинними бомбами британського есмінця «Волкер» |
| Бойовий досвід                  | Друга світова війна Битва за Атлантику | Друга світова війна Битва за Атлантику |
| Проєкт                          | | |
| Тип ПЧ                          | Торпедний ДПЧ | Торпедний ДПЧ |
| Головний конструктор            | Friedrich Krupp Germaniawerft | Friedrich Krupp Germaniawerft |
| Основні характеристики          | | |
| Швидкість (надводна)            | 17,9 вузла | 17,9 вузла |
| Швидкість (підводна)            | 8 вузлів | 8 вузлів |
| Робоча глибина занурення        | 100 м | 100 м |
| Гранична глибина занурення      | 220 м | 220 м |
| Автономність плавання           | 3850 км на швидкості 17,2 вузла 6500 км на швидкості 12 вузлів 8700 км на швидкості 10 вузлів                                                                  | 3850 км на швидкості 17,2 вузла 6500 км на швидкості 12 вузлів 8700 км на швидкості 10 вузлів                                                                  |
| Екіпаж                          | 45 осіб | 45 осіб |
| Розміри                         | | |
| Довжина найбільша (по КВЛ)      | 66,5 м | 66,5 м |
| Ширина корпусу найб.            | 6,2 м | 6,2 м |
| Середня осадка (по КВЛ)         | 4,74 м | 4,74 м |
| Водотоннажність надводна        | 753 т | 753 т |
| Озброєння                       | | |
| Артилерія                       | 1 × 88-мм палубна гармата SK C/35 1 × 20-мм зенітна гармата FlaK 30/38/Flakvierling                                                                            | 1 × 88-мм палубна гармата SK C/35 1 × 20-мм зенітна гармата FlaK 30/38/Flakvierling                                                                            |
| Торпедно- мінне озброєння       | 4 носових і один кормовий ТА. 14 торпед або 26 мін | 4 носових і один кормовий ТА. 14 торпед або 26 мін |

U-99 — німецький підводний човен типу VII B, що входив до складу Військово-морських сил Третього Рейху за часів Другої світової війни. Закладений 31 березня 1939 року на верфі Friedrich Krupp Germaniawerft у Кілі. Спущений на воду 12 березня 1940 року, 18 квітня 1940 року корабель увійшов до складу ВМС нацистської Німеччини..
U-99 належав до німецьких підводних човнів типу VII B, найчисельнішого типу субмарин Третього Рейху, яких випущено 703 одиниці. З моменту введення ПЧ до строю, його командиром був корветтен-капітан О. Кречмер, який за стислий термін став найрезультативнішим командиром U-Boot часів Другої світової війни. З 18 квітня 1940 року і до останнього походу у березні 1941 року, U-99 здійснив 8 бойових походів в Атлантичному океані, посівши восьме місце серед найрезультативніших ПЧ Крігсмаріне. Підводний човен потопив 35 суден противника сумарною водотоннажністю 198 218 брутто-реєстрових тонн, а також пошкодив ще 6 суден (40 101 тонна).
17 березня 1941 року U-99 здійснював атаку на транспортні судна конвою HX 112. У ході морського бою з кораблями ескорту був затоплений екіпажем поблизу Ісландії в результаті атаки глибинними бомбами британських есмінців «Волкер» і «Венок». 3 члени екіпажу загинули, 40, разом з командиром ПЧ корветтен-капітаном О. Кречмером, були врятовані, взяті у полон та до кінця війни провели у таборі для військовополонених у Канаді.

## Перелік затоплених та пошкоджених U-99 суден у бойових походах
| №                                                               | Дата             | Назва            | Тип                       | Належність          | Водотоннажність (брт) | Вантаж                                                                                              | Конвой        | Результат та координати                                                 | Наслідки атаки для екіпажу           | Прим. |
| --------------------------------------------------------------- | ---------------- | ---------------- | ------------------------- | ------------------- | --------------------- | --------------------------------------------------------------------------------------------------- | ------------- | ----------------------------------------------------------------------- | ------------------------------------ | --- |
| Перший похід (18.06—25.06.1940, 8 діб; Кіль—Вільгельмсгафен)    |                  |                  |                           |                     |                       | |               |                                                                         |                                      | |
| Другий похід (27.06—21.07.1940, 25 діб; Вільгельмсгафен—Лор'ян) |                  |                  |                           |                     |                       | |               |                                                                         |                                      | |
| 1                                                               | 5 липня 1940     | Magog            | суховантажне судно        | Канада              | 2 053                 | ліс                                                                                                 | Конвой HX 52  | потоплено 50°31′ пн. ш. 11°05′ зх. д. / 50.517° пн. ш. 11.083° зх. д.   | 23 (0 загинуло та 23 врятувалися)    | |
| 2                                                               | 7 липня 1940     | Sea Glory        | суховантажне судно        | Велика Британія     | 1 964                 | каолініт                                                                                            |               | потоплено 49°39′ пн. ш. 10°25′ зх. д. / 49.650° пн. ш. 10.417° зх. д.   | 29 (29 загинуло)                     | |
| 3                                                               | 7 липня 1940     | Bissen           | суховантажне судно        | Швеція              | 1 514                 | деревна маса, целюлоза, будівний ліс                                                                |               | потоплено 50°06′ пн. ш. 10°23′ зх. д. / 50.100° пн. ш. 10.383° зх. д.   | 20 (0 загинуло та 20 врятовані)      | |
| 4                                                               | 7 липня 1940     | SS Manistee      | океанське доглядове судно | Велика Британія     | 5 360                 | |               |                                                                         | 0                                    | після стрілянини кораблі розішлися                                                                        |
| 5                                                               | 8 липня 1940     | Humber Arm       | суховантажне судно        | Велика Британія     | 5 758                 | 5 450 тонн газетного паперу, 1000 тонн сталі, 450 тонн целюлози та 300 тонн деревини                | Конвой HX 53  | потоплено 50°36′ пн. ш. 9°24′ зх. д. / 50.600° пн. ш. 9.400° зх. д.     | 43 (0 загинуло та 43 врятовані)      | |
| 6                                                               | 12 липня 1940    | Ia               | суховантажне судно        | Грецьке королівство | 4 860                 | 6666 тонн пшениці та 750 контейнерів з мінералами                                                   |               | потоплено 51°00′ пн. ш. 14°00′ зх. д. / 51.000° пн. ш. 14.000° зх. д.   | 30 (3 загинуло та 27 врятувалися)    | |
| 7                                                               | 12 липня 1940    | Merisaar         | суховантажне судно        | Естонія             | 2 136                 | пиломатеріали                                                                                       |               | захоплено 50°51′ пн. ш. 13°55′ зх. д. / 50.850° пн. ш. 13.917° зх. д.   | ? (? загинуло та ? врятувалися)      | Обстріляний торпедою G7e, але не затоплений; екіпаж узятий у полон. 15 липня потоплений німецьким літаком |
| 8                                                               | 18 липня 1940    | Woodbury         | суховантажне судно        | Велика Британія     | 4 434                 | 3000 тонн консервованого м'яса, 2500 тонн пшениці та 2500 тонн генеральних вантажів                 |               | потоплено 50°46′ пн. ш. 13°56′ зх. д. / 50.767° пн. ш. 13.933° зх. д.   | 35 (0 загинуло та 35 врятувалися)    | |
| Третій похід (25.07—05.08.1940, 12 діб; Лор'ян—Лор'ян)          |                  |                  |                           |                     |                       | |               |                                                                         |                                      | |
| 9                                                               | 28 липня 1940    | Auckland Star    | суховантажне судно        | Велика Британія     | 13 212                | 10700 тонн генеральних вантажів, зокрема свинець, сталь, шкіри, заморожене продовольство та пшениця |               | потоплено 52°17′ пн. ш. 12°32′ зх. д. / 52.283° пн. ш. 12.533° зх. д.   | 74 (0 загинуло та 74 врятовані)      | |
| 10                                                              | 29 липня 1940    | Clan Menzies     | суховантажне судно        | Велика Британія     | 7 336                 | 4000 тонн пшениці, зерна, 2000 тонн сухофруктів, 1500 т цинку та 840 т генеральних вантажів         |               | потоплено 54°10′ пн. ш. 12°00′ зх. д. / 54.167° пн. ш. 12.000° зх. д.   | 94 (6 загинуло та 88 врятовані)      | |
| 11                                                              | 31 липня 1940    | Jamaica Progress | суховантажне судно        | Велика Британія     | 5 475                 | 2179 тонн фруктів                                                                                   |               | потоплено 56°26′ пн. ш. 8°30′ зх. д. / 56.433° пн. ш. 8.500° зх. д.     | 55 (8 загинуло та 47 врятовані)      | |
| 12                                                              | 31 липня 1940    | Jersey City      | суховантажне судно        | Велика Британія     | 6 322                 | баласт                                                                                              | Конвой OB 191 | потоплено 55°47′ пн. ш. 9°18′ зх. д. / 55.783° пн. ш. 9.300° зх. д.     | 45 (2 загинуло та 43 врятовані)      | |
| 13                                                              | 2 серпня 1940    | Strinda          | танкер                    | Норвегія            | 10 973                | баласт                                                                                              | Конвой OB 191 | пошкоджений 55°10′ пн. ш. 17°16′ зх. д. / 55.167° пн. ш. 17.267° зх. д. | ? (? загинуло та ? врятовані)        | |
| 14                                                              | 2 серпня 1940    | Lucerna          | танкер                    | Норвегія            | 6 556                 | баласт                                                                                              | Конвой OB 191 | пошкоджений 55°18′ пн. ш. 16°39′ зх. д. / 55.300° пн. ш. 16.650° зх. д. | 30 (0 загинуло)                      | |
| 15                                                              | 2 серпня 1940    | Alexia           | танкер                    | Велика Британія     | 8 016                 | баласт                                                                                              | Конвой OB 191 | пошкоджений 55°30′ пн. ш. 15°30′ зх. д. / 55.500° пн. ш. 15.500° зх. д. | 64 (0 загинуло)                      | |
| Четвертий похід (4.09—25.09.1940, 22 доби; Лор'ян—Лор'ян)       |                  |                  |                           |                     |                       | |               |                                                                         |                                      | |
| 16                                                              | 11 вересня 1940  | Albionic         | суховантажне судно        | Велика Британія     | 2 468                 | 3500 т залізної руди                                                                                |               | потоплено 56°30′ пн. ш. 13°18′ зх. д. / 56.500° пн. ш. 13.300° зх. д.   | 25 (25 загинуло)                     | |
| 17                                                              | 15 вересня 1940  | Kenordoc         | суховантажне судно        | Канада              | 1 780                 | 2000 т будівельного лісу                                                                            | Конвой SC 3   | потоплено 57°42′ пн. ш. 15°02′ зх. д. / 57.700° пн. ш. 15.033° зх. д.   | 20 (7 загинуло і 13 вціліло)         | |
| 18                                                              | 16 вересня 1940  | Lotos            | суховантажне судно        | Норвегія            | 1 327                 | 1500 т будівельного лісу                                                                            | Конвой SC 3   | потоплено 57°54′ пн. ш. 14°54′ зх. д. / 57.900° пн. ш. 14.900° зх. д.   | 17 (0 загинуло і 17 вціліло)         | |
| 19                                                              | 17 вересня 1940  | Crown Arun       | суховантажне судно        | Велика Британія     | 2 372                 | 2800 т будівельного лісу                                                                            | Конвой HX 71  | потоплено 57°54′ пн. ш. 14°54′ зх. д. / 57.900° пн. ш. 14.900° зх. д.   | 25 (0 загинуло і 25 вціліло)         | |
| 20                                                              | 21 вересня 1940  | Invershannon     | танкер                    | Велика Британія     | 9 154                 | 13 241 тонна корабельного мазуту                                                                    | Конвой HX 72  | потоплено 55°40′ пн. ш. 22°04′ зх. д. / 55.667° пн. ш. 22.067° зх. д.   | 48 (16 загинуло і 32 вціліло)        | |
| 21                                                              | 21 вересня 1940  | Baron Blythswood | суховантажне судно        | Велика Британія     | 3 668                 | 5 450 тонн залізної руди                                                                            | Конвой HX 72  | потоплено 56°00′ пн. ш. 23°00′ зх. д. / 56.000° пн. ш. 23.000° зх. д.   | 35 (усі загинули)                    | |
| 22                                                              | 21 вересня 1940  | Elmbank          | суховантажне судно        | Велика Британія     | 5 156                 | генеральний вантаж                                                                                  | Конвой HX 72  | потоплено 55°20′ пн. ш. 22°30′ зх. д. / 55.333° пн. ш. 22.500° зх. д.   | 56 (2 загинуло і 54 вціліло)         | |
| П'ятий похід (13.10—22.10.1940, 10 діб; Лор'ян—Лор'ян)          |                  |                  |                           |                     |                       | |               |                                                                         |                                      | |
| 23                                                              | 18 жовтня 1940   | Empire Miniver   | суховантажне судно        | Велика Британія     | 6 055                 | 4 500 тонн чавуну та 6200 тонн сталі                                                                | Конвой SC 7   | потоплено 56°40′ пн. ш. 10°45′ зх. д. / 56.667° пн. ш. 10.750° зх. д.   | 38 (3 загинуло і 35 вціліло)         | |
| 24                                                              | 18 жовтня 1940   | Niritos          | суховантажне судно        | Грецьке королівство | 3 854                 | 5 426 тонн сірки                                                                                    | Конвой SC 7   | потоплено 57°14′ пн. ш. 10°38′ зх. д. / 57.233° пн. ш. 10.633° зх. д.   | 28 (1 загиблий та 27 врятовані)      | |
| 25                                                              | 18 жовтня 1940   | Fiscus           | суховантажне судно        | Велика Британія     | 4 815                 | сталь, деревина, упаковки з розібраними літаками                                                    | Конвой SC 7   | потоплено 57°29′ пн. ш. 11°10′ зх. д. / 57.483° пн. ш. 11.167° зх. д.   | 39 (38 загинуло та 1 врятований)     | |
| 26                                                              | 19 жовтня 1940   | Empire Brigade   | суховантажне судно        | Велика Британія     | 5 154                 | генеральний вантаж, у тому числі 750 тонн міді, 129 тонн феросплавів 980 тонн сталі                 | Конвой SC 7   | потоплено 57°29′ пн. ш. 11°10′ зх. д. / 57.483° пн. ш. 11.167° зх. д.   | 41 (6 загинуло та 35 врятували)      | |
| 27                                                              | 19 жовтня 1940   | Thalia           | суховантажне судно        | Грецьке королівство | 5 875                 | сталь, свинець, цинк                                                                                | Конвой SC 7   | потоплено 57°00′ пн. ш. 11°30′ зх. д. / 57.000° пн. ш. 11.500° зх. д.   | 26 (22 загинуло та 4 врятували)      | |
| 28                                                              | 19 жовтня 1940   | Snefjeld         | суховантажне судно        | Норвегія            | 1 643                 | 719 упаковок деревини                                                                               | Конвой SC 7   | потоплено 57°28′ пн. ш. 11°10′ зх. д. / 57.467° пн. ш. 11.167° зх. д.   | 21 (0 загинуло та 21 врятований)     | |
| 29                                                              | 19 жовтня 1940   | Clintonia        | суховантажне судно        | Велика Британія     | 3 106                 | 3850 тонн деревини для целюлози                                                                     | Конвой SC 7   | пошкоджений 57°10′ пн. ш. 11°20′ зх. д. / 57.167° пн. ш. 11.333° зх. д. | 36 (1 загинув та 35 врятовані)       | Після атаки залишався на плаву, затоплений U-123                                                          |
| Шостий похід (30.10—8.11.1940, 10 діб; Лор'ян—Лор'ян)           |                  |                  |                           |                     |                       | |               |                                                                         |                                      | |
| 30                                                              | 3 листопада 1940 | Casanare         | суховантажне судно        | Велика Британія     | 5 376                 | 1500 тонн бананів                                                                                   |               | потоплено 53°58′ пн. ш. 14°13′ зх. д. / 53.967° пн. ш. 14.217° зх. д.   | 63 (9 загинуло та 54 врятовані)      | |
| 31                                                              | 3 листопада 1940 | «Лаурентік»      | допоміжний крейсер        | Велика Британія     | 18 724                | |               | потоплений 54°09′ пн. ш. 13°44′ зх. д. / 54.150° пн. ш. 13.733° зх. д.  | 417 (49 загинуло та 368 врятовані)   | Одне з найбільших суден, потоплених U-Boot                                                                |
| 32                                                              | 4 листопада 1940 | «Патроклус»      | допоміжний крейсер        | Велика Британія     | 11 314                | |               | потоплений 53°43′ пн. ш. 14°41′ зх. д. / 53.717° пн. ш. 14.683° зх. д.  | 319 (56 загинуло та 263 врятовані)   | |
| 33                                                              | 5 листопада 1940 | Scottish Maiden  | танкер                    | Велика Британія     | 6 993                 | 3000 тонн дизеля та 6500 тонн мастил                                                                | Конвой HX 83  | потоплений 54°36′ пн. ш. 14°23′ зх. д. / 54.600° пн. ш. 14.383° зх. д.  | 319 (56 загинуло та 263 врятовані)   | |
| Сьомий похід (27.11—12.12.1940, 16 діб; Лор'ян—Лор'ян)          |                  |                  |                           |                     |                       | |               |                                                                         |                                      | |
| 34                                                              | 2 грудня 1940    | «Форфар»         | допоміжний крейсер        | Велика Британія     | 16 402                | | Конвой HX 90  | потоплений 54°35′ пн. ш. 18°18′ зх. д. / 54.583° пн. ш. 18.300° зх. д.  | 193 (172 загинуло та 21 врятований)  | Одне з найбільших суден, потоплених U-Boot                                                                |
| 35                                                              | 2 грудня 1940    | Samnanger        | суховантажне судно        | Норвегія            | 4 276                 | баласт                                                                                              | Конвой OB 251 | потоплено 54°00′ пн. ш. 18°00′ зх. д. / 54.000° пн. ш. 18.000° зх. д.   | 30 (30 загинуло та немає врятованих) | |
| 36                                                              | 3 грудня 1940    | Conch            | танкер                    | Велика Британія     | 8 376                 | 11 214 тонн корабельного мазуту                                                                     | Конвой HX 90  | потоплений 54°21′ пн. ш. 19°30′ зх. д. / 54.350° пн. ш. 19.500° зх. д.  | 53 (0 загинуло та 53 врятовані)      | |
| 37                                                              | 7 грудня 1940    | Farmsum          | суховантажне судно        | Велика Британія     | 5 237                 | вугілля                                                                                             | Конвой OB 252 | потоплено 52°11′ пн. ш. 22°56′ зх. д. / 52.183° пн. ш. 22.933° зх. д.   | 31 (16 загинуло та 15 врятовані)     | |
| Восьмий похід (22.02—17.03.1941, 24 доби; Лор'ян—загибель)      |                  |                  |                           |                     |                       | |               |                                                                         |                                      | |
| 38                                                              | 7 березня 1941   | Terje Viken      | китобійна база            | Велика Британія     | 20 638                | баласт                                                                                              | Конвой OB 293 | потоплена 60°00′ пн. ш. 12°50′ зх. д. / 60.000° пн. ш. 12.833° зх. д.   | 107 (2 загинуло та 105 врятовані)    | Одне з найбільших суден, потоплених U-Boot                                                                |
| 39                                                              | 7 березня 1941   | Athelbeach       | танкер                    | Велика Британія     | 6 568                 | баласт                                                                                              | Конвой OB 293 | потоплений 60°30′ пн. ш. 13°30′ зх. д. / 60.500° пн. ш. 13.500° зх. д.  | 44 (7 загинуло та 37 врятовані)      | |
| 40                                                              | 16 березня 1941  | Beduin           | танкер                    | Норвегія            | 8 136                 | 11 000 тонн нафти                                                                                   | Конвой HX 112 | потоплений 60°42′ пн. ш. 13°10′ зх. д. / 60.700° пн. ш. 13.167° зх. д.  | 34 (4 загинуло та 30 врятовані)      | |
| 41                                                              | 16 березня 1941  | Franche Comte    | танкер                    | Велика Британія     | 9 314                 | 11 000 тонн нафти                                                                                   | Конвой HX 112 | пошкоджений 60°42′ пн. ш. 13°10′ зх. д. / 60.700° пн. ш. 13.167° зх. д. | 34 (4 загинуло та 30 врятовані)      | |
| 42                                                              | 16 березня 1941  | J.B. White       | танкер                    | Канада              | 7 375                 | 2 500 тонн сталі та 4500 паперу                                                                     | Конвой HX 112 | потоплений 60°57′ пн. ш. 12°27′ зх. д. / 60.950° пн. ш. 12.450° зх. д.  | 40 (2 загинуло та 38 врятовані)      | |
| 43                                                              | 16 березня 1941  | Korshamn         | суховантажне судно        | Швеція              | 6 673                 | 7979 тонн генерального вантажу                                                                      | Конвой HX 112 | потоплений 61°09′ пн. ш. 12°20′ зх. д. / 61.150° пн. ш. 12.333° зх. д.  | 36 (24 загинуло та 12 врятовані)     | |
| 44                                                              | 16 березня 1941  | Venetia          | танкер                    | Велика Британія     | 5 728                 | 7052 тонни кукурудзи                                                                                | Конвой HX 112 | потоплений 61°00′ пн. ш. 12°36′ зх. д. / 61.000° пн. ш. 12.600° зх. д.  | 36 (24 загинуло та 12 врятовані)     | |
| 45                                                              | 16 березня 1941  | Ferm             | танкер                    | Норвегія            | 6 593                 | 8935 тонн паливних мастил                                                                           | Конвой HX 112 | потоплений 60°42′ пн. ш. 13°10′ зх. д. / 60.700° пн. ш. 13.167° зх. д.  | 36 (24 загинуло та 12 врятовані)     | |